# Partido Unido del Pueblo
El Partido Unido del Pueblo (People’s United Party) es un partido político de Belice. Fue el partido dominante desde su creación en los años 1950 cuando aún era la Honduras Británica hasta los años 1970 en que se funda su principal rival el Partido Demócrata Unido y Belice pasa a una dinámica política bipartidista. Actualmente es el partido de gobierno y su líder Johnny Briceño ejerce como Primer ministro del país. Generalmente se le clasifica como un partido socialdemócrata a la centroizquierda del espectro.

## Historia
El partido se fundó en 1950 como unión de diversas fuerzas sindicales y anticolonialistas que se encontraban activas en los años 1940, incluyendo la Central General de Trabajadores de las Honduras Británicas. El PUP organizó varias huelgas de trabajadores, especialmente del área bananera en contra de las condiciones impuestas por la United Fruit Company y otras corporaciones. Muchas de estas huelgas terminaron en arrestos masivos por parte de las autoridades británicas, pero en muchos casos también dieron resultado forzando una mejoría en las condiciones laborales. Una marcha de 10.000 personas del 12 de febrero de 1950 en Ciudad de Belice se tornó violenta cuando empezaron a apedrear casos de simpatizantes británicos y fue duramente reprimida por la policía. Las tensiones entre el movimiento anticolonialista y las autoridades británicas y quienes los apoyaban continuaron. 

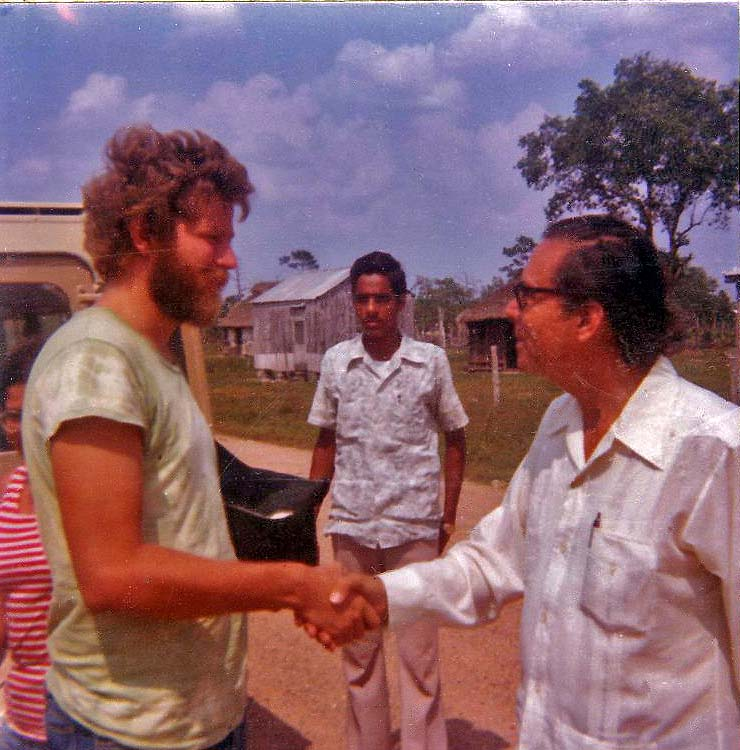
A la derecha, George Cadle Price

Las peticiones de independencia fueron denegadas en especial ante un reporte realizado por las autoridades coloniales donde aseguraban que los beliceños no se encontraban listos para la independencia dadas las diferencias económicas entre la ciudad de Belice y el resto así como la asimetría de fuerzas entre las distintas etnias de un país tan altamente multiétnico. La reacción del PUP fue rechazar el reporte y pugnar por mayor autonomía y distanciamiento de todo lo que fuera visto como colonial, incluyendo el nombre “Honduras Británica” que fue oficialmente cambiado a Belice en 1973.
Los sectores anglófilos formaron el Partido Nacional para defender posturas pro-colonialistas. El Partido Nacional estaba constituido mayormente por beliceños de clase media y funcionarios británicos que acusaban al PUP de estar aliados con Guatemala. En las primeras elecciones organizadas el 28 de abril de 1954 para elegir a los miembros del Consejo Legislativo de las Honduras Británicas de nueve miembros, participaron el PUP y el Partido Nacional, obteniendo los populares ocho asientos y los nacionales el restante.
Sin embargo, disputas internas entre la facción moderada liderada por George Price que buscaba aceptar la oferta del gobierno colonial de trabajar unidos, y la más radical liderada por Leigh Richardson que estaba en contra de cualquier concesión, llevaron a una fractura del partido con la salida en 1956 de la facción radical que fundó un nuevo partido llamado Partido de la Independencia Hondureña. El nuevo partido obtuvo solo 17% de los votos pero redujo el voto del PUP causando que los nacionales obtuvieran mayoría. Una vez sin respaldo suficiente el gobierno colonial se concentró en su lucha contra Price acusándolo de sedición y de ser un agente guatemalteco. Price fue llevado a juicio aunque fue exonerado por el jurado. Esta estrategia fue un error ya que incrementó la popularidad del PUP y unificó las facciones, por lo que en las elecciones de 1961 obtuvo la totalidad de los 18 asientos del Consejo Legislativo dejando al Partido Nacional fuera del parlamento.
En 1973 diferentes fuerzas de derecha se unen para formar el Partido Demócrata Unido (DUP) el cual logra quitarle más y más votos al PUP, incluyendo sus triunfos en las elecciones municipales y el arrebatarle el concejo municipal de Ciudad de Belice. El 21 de setiembre de 1981 Belice obtiene la independencia, las primeras elecciones en independencia se convocan para 1984 donde los demócratas ganan 21 a 7 en el Parlamento desplazando a los populares del poder. A partir de entonces Belice tendría un sistema bipartidista en el cual ambos partidos mayoritarios oscilarían constantemente en el poder y serían los únicos representados en el Parlamento (salvo algunos independientes).

## Resultados electorales
| Año  | Votos  | %     | Escaños | +/- | Posición | Gobierno            |
| ---- | ------ | ----- | ------- | --- | -------- | ------------------- |
| 1954 | 9.461  | 65,04 | 8/9     |     | 1º       | Gobierno en mayoría |
| 1957 | 6.876  | 61,32 | 9/9     | 1   | 1º       | Gobierno en mayoría |
| 1961 | 13.975 | 64,67 | 18/18   | 9   | 1º       | Gobierno en mayoría |
| 1965 | 15.271 | 59,07 | 16/18   | 2   | 1º       | Gobierno en mayoría |
| 1969 | 12.888 | 58,85 | 17/18   | 1   | 1º       | Gobierno en mayoría |
| 1974 | 12.269 | 52,66 | 12/18   | 5   | 1º       | Gobierno en mayoría |
| 1979 | 23.309 | 52,40 | 13/18   | 1   | 1º       | Gobierno en mayoría |
| 1984 | 20.970 | 44,01 | 7/28    | 6   | 2º       | Oposición           |
| 1989 | 29.986 | 50,9  | 15/28   | 8   | 1º       | Gobierno en mayoría |
| 1993 | 36.082 | 51,20 | 13/29   | 2   | 2º       | Oposición           |
| 1998 | 50.330 | 59,40 | 26/29   | 13  | 1º       | Gobierno en mayoría |
| 2003 | 52.934 | 53,16 | 22/29   | 4   | 1º       | Gobierno en mayoría |
| 2008 | 47.624 | 40,72 | 6/31    | 16  | 2º       | Oposición           |
| 2012 | 61.329 | 47,54 | 14/31   | 8   | 2º       | Oposición           |
| 2015 | 67.566 | 47,77 | 12/31   | 2   | 2º       | Oposición           |
| 2020 | 88.040 | 59,60 | 26/31   | 14  | 1º       | Gobierno en mayoría |
| 2025 | 85.096 | 67.91 | 26/31   | 0   | 1º       | Gobierno en mayoría |